# Compuerta la 24
Compuerta la 24 är en ort i Mexiko.   Den ligger i kommunen Mexicali och delstaten Baja California, i den nordvästra delen av landet, 2 100 km nordväst om huvudstaden Mexico City. Compuerta la 24 ligger 21 meter över havet och antalet invånare är 192.
Terrängen runt Compuerta la 24 är mycket platt. Runt Compuerta la 24 är det glesbefolkat, med 19 invånare per kvadratkilometer. Närmaste större samhälle är Guadalupe Victoria, 12,8 km sydväst om Compuerta la 24. Trakten runt Compuerta la 24 består till största delen av jordbruksmark.